# Oxyséléniure
Un oxyséléniure est un composé chimique à la fois oxyde et séléniure, c'est donc un oxychalcogénure contenant des atomes d'oxygène et de sélénium. De tels composés sont susceptibles de former une grande variété de structures avec des métaux de transition, conduisant à une grande variété de propriétés. Leur conductivité thermique, en particulier, est très variable et peut être contrôlée par des changements de température pour ajuster leurs performances thermoélectriques. Ils font notamment l'objet d'études en vue d'applications comme matériaux électroniques.

## Histoire et synthèse
Le premier oxyséléniure à être cristallisé fut l'oxyséléniure de manganèse, expérience publiée en 1900 par Henri Moissan. Des oxyséléniures contenant du phosphate furent obtenus en 1910 en traitant le séléniure de phosphore P2Se5 avec des hydroxydes métalliques. De l'oxyséléniure d'uranium fut par la suite obtenu en traitant du séléniure d'hydrogène H2Se avec du dioxyde d'uranium UO2 à 1 000 °C. Cette technique a également été employée pour produire des oxyséléniures de terres rares au milieu du XXe siècle. Les méthodes actuelles de synthèse des oxyséléniures font intervenir du sélénium et de la poudre d'aluminium à haute température.
La découverte de la supraconductivité des oxyséléniures de fer a souligné l'intérêt des systèmes mixtes d'anions. Les oxychalcogénures mixtes de cuivre ont fait leur apparition lorsqu'on a pris en compte les propriétés électroniques des oxydes et des chalcogénures et qu'on a cherché à produire des composés supraconducteurs à haute température ayant des propriétés métalliques et d'ondes de densité de charge (en) particulières. La synthèse de l'oxyséléniure de cuivre Na1,9Cu2Se2·Cu2O en faisant réagir du Na2Se3,6 avec de l'oxyde de cuivre(I) Cu2O a permis de conclure à la faisabilité de ce type de réactions.

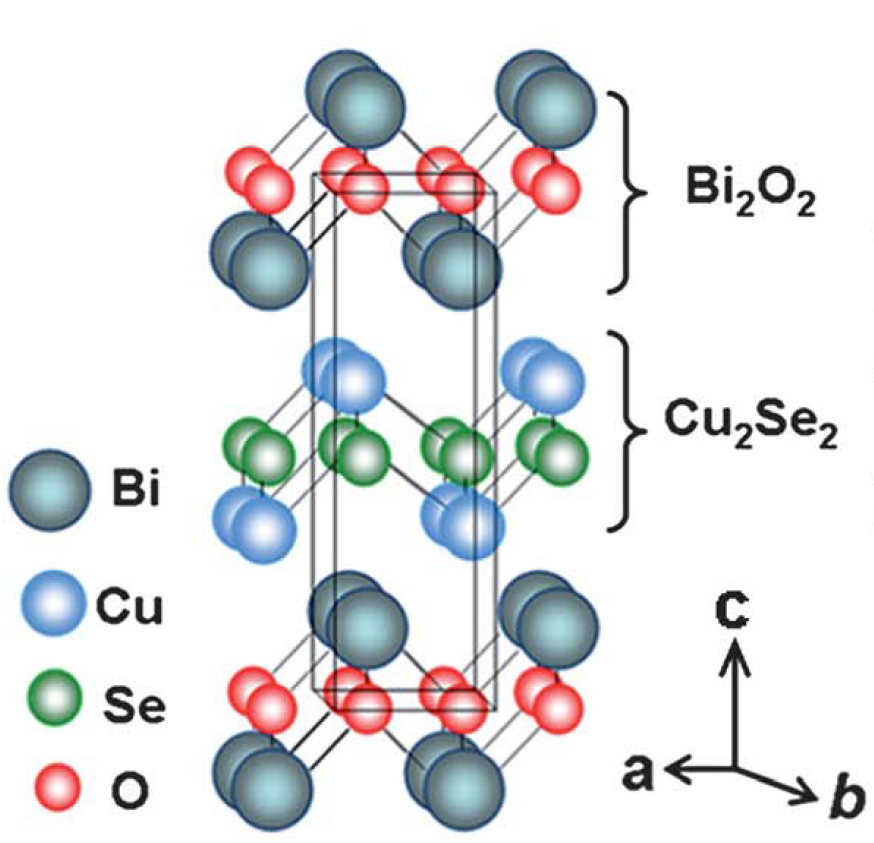
Structure cristalline de BiCuSeO en couches de type ZrSiCuAs.

## Dérivés

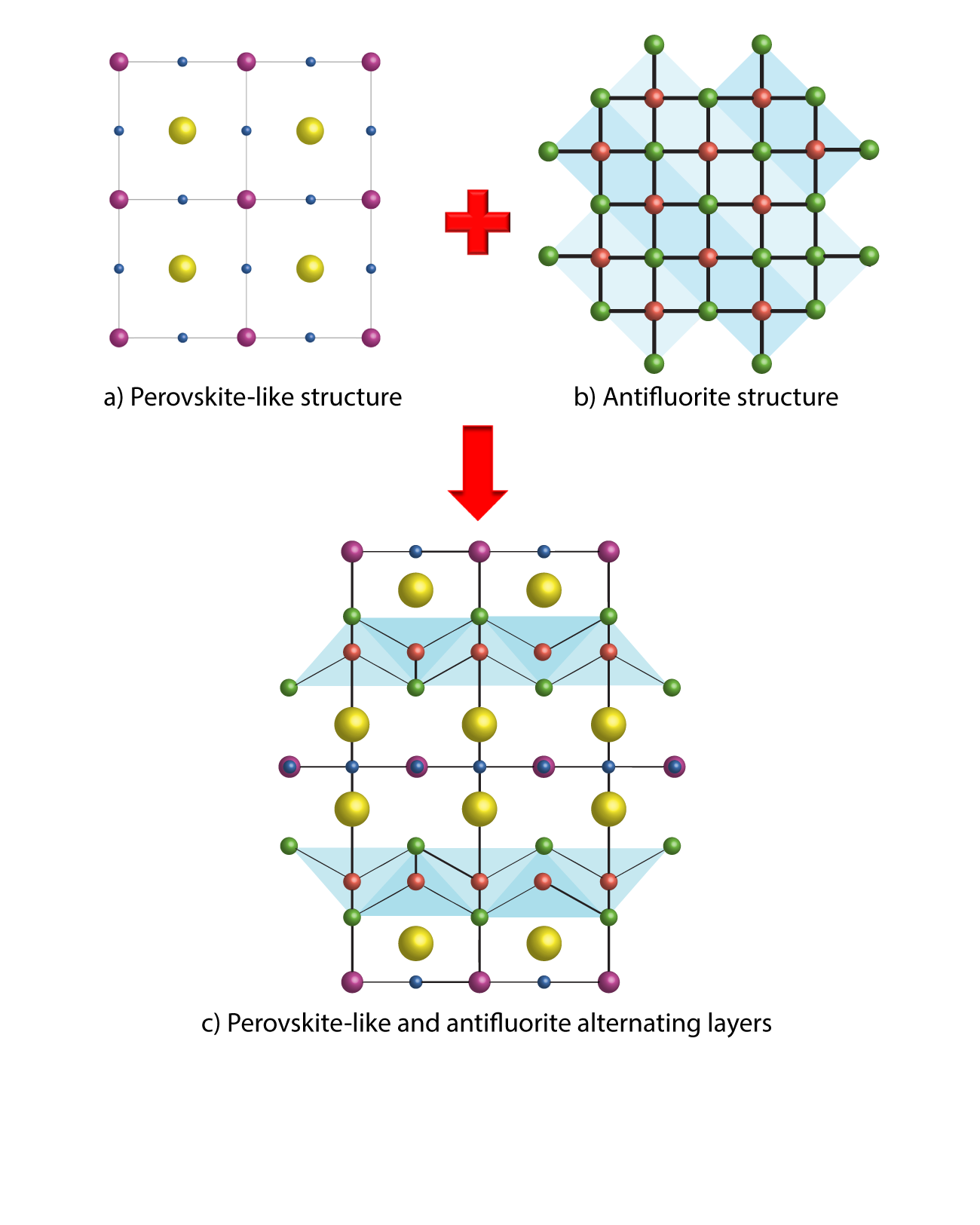
Structure alternée du (jaune : strontium ; rose : cobalt ; bleu : oxygène ; vert : sélénium ; orange : cuivre).

D'autres oxyséléniures, de formule Sr2AO2M2Se2 avec A = Co, Mn et M = Cu, Ag, ont également été produits. Ils cristallisent dans des structures où alternent des couches de type pérovskite (oxyde métallique) et antifluorite (séléniure métallique). La bande interdite optique de ces oxyséléniures est très étroite, signe que ce sont des semiconducteurs.
Le composé β-La2O2MSe2, avec M = Fe, Mn, cristallise dans le système orthorhombique, ce qui permet d'envisager des oxyséléniures ayant d'autres types de structures. Ils sont ferromagnétiques à basse température, aux environs de 27 K, et ont une résistivité élevée à température ambiante. L'analogue au manganèse dilué dans une solution de chlorure de sodium aurait une bande interdite de 1,6 eV à température ambiante, ce qui en ferait un isolant électrique, tandis que l'analogue au fer aurait entre 150 et 300 K une bande interdite d'environ 0,7 eV, ce qui en ferait un semiconducteur. A contrario, l'oxyséléniure au cobalt La2Co2O3Se2 est antiferromagnétique, ce qui suggère que différents métaux de transition peuvent conduire à différentes propriétés magnétiques des oxyséléniures, tandis que la cristallographie générale de ces matériaux influencerait également leur conductivité électrique.

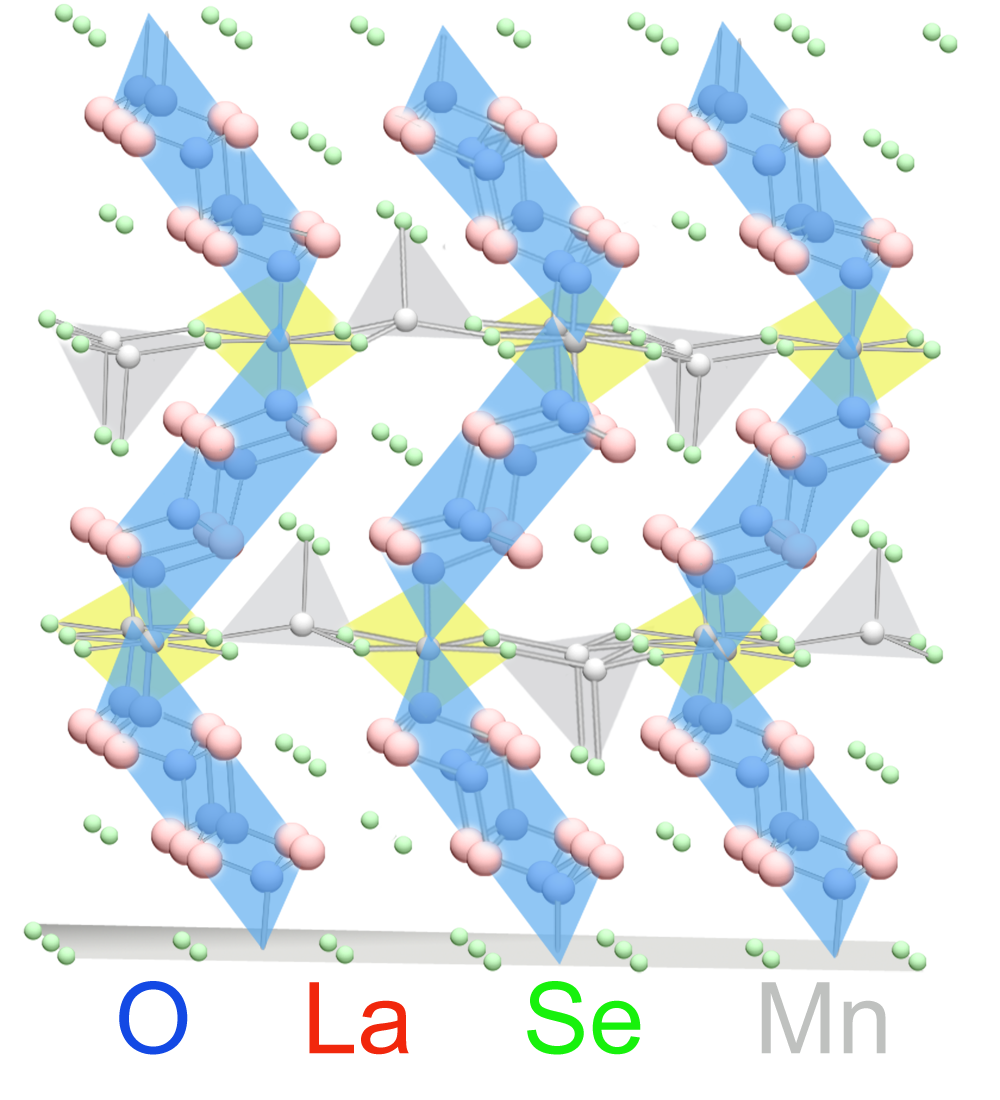
Structure orthorhombique du β-La2O2MnSe2 à basse température.

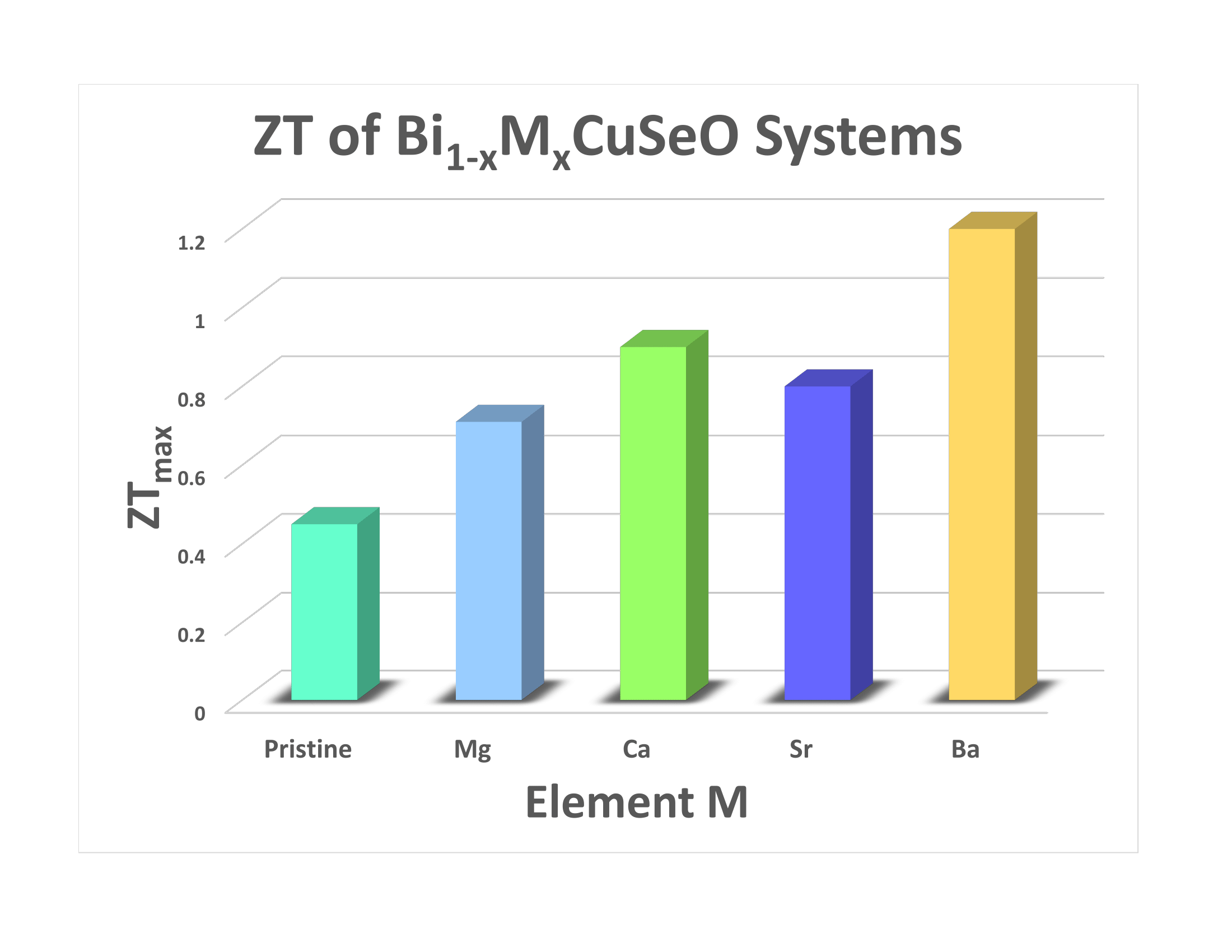
Facteurs de mérite ZT de composés.

Les propriétés électroniques et magnétiques de composés métalliques coordonnés avec des oxyséléniures ne dépendent pas que du métal de transition utilisé mais également des conditions de synthèse. Ainsi, le taux d'aluminium utilisé pour éliminer l'oxygène lors de la synthèse de Ce2O2ZnSe2 affecte la bande interdite, ce que souligne la variation de couleurs du matériau produit. Des structures différentes permettent d'envisager diverses configurations potentielles. Par exemple, comme déjà observé avec La2Co2O3Se2, le matériau Sr2F2Mn2Se2O présente une corrélation magnétique frustrée dans la structure conduisant à un réseau cristallin antiferromagnétique.
Des oxyséléniures BiCuSeO polycristallins de type p ont été publiés en 2010 comme de possible matériaux thermoélectriques. Les liaisons faibles entre les couches [Cu2Se2]2− conductrices et les couches [Bi2O2]2+ isolantes ainsi que la structure cristalline anharmonique sont peut-être à l'origine de la faible conductivité thermique et des performances thermoélectriques élevées de ce matériau. Le facteur de mérite ZT du BiCuSeO a pu être amélioré de 0,5 à 1,4. On a pu montrer expérimentalement que le dopage au calcium peut améliorer la conductivité électrique, et donc le facteur de mérite ZT. De plus, remplacer 15 % des cations de bismuth Bi3+ par des cations de métaux alcalino-terreux tels que calcium Ca2+, strontium Sr2+ ou baryum Ba2+ optimise la concentration en porteurs de charge.